# Zosterop de l'illa de Bougainville
El zosterop de l'illa de Bougainville (Zosterops hamlini) és un ocell de la família dels zosteròpids (Zosteropidae).
Habita boscos i clars, a les muntanyes de l'illa de Bougainville, a les Salomó.
S'ha considerat una subespècie de Zosterops rendovae. El Congrés Ornitològic Internacional, versió 11.2, 2021 les considera espècies de ple dret arran moderns estudis.